# Operação Battleaxe
A Operação Battleaxe (15 de junho - 17 de junho de 1941), foi a segunda tentativa do exército britânico de recapturar a Cyrenaica e libertar Tobruk do cerco que a Afrika Korps do general Erwin Rommel lhe havia imposto, mas fracassou assim como a primeira tentativa. O comandante das forças britânicas era o general Noel Beresford-Peirse, que tinha a sua disposição o XIII Corps, a 7ª Divisão Blindada e a 4ª Divisão Indiana. Rommel contava com a 5ª Divisão Ligeira e sua famosa 15ª Divisão Panzer. Foi a primeira vez durante a guerra que uma força significativa alemã lutou na defensiva.

## Plano de Ataque
Peirse planejou um ataque frontal por parte da Divisão de índiana às posições ao redor do Passo de Halfaya e ao forte de Capuzzo, enquanto as forças blindadas, depois de tomar a ponte de Hafid, atacariam os Panzers, mas os britânicos subestimaram as forças sob o comando da Raposa do Deserto, e não sabiam que ele contava com a 15ª Divisão Panzer, uma divisão altamente treinada, com grande número de carros Panzer IV e uma enorme reserva de antiaéreos 88 mm, que os alemães usavam como potentissimos canhão canhões antitanque. A operação foi um fracasso total: os britânicos tiveram quase 1.000 baixas e perderam 91 tanques e 36 aviões, por apenas 700 baixas alemãs, com 12 tanques e 10 aviões perdidos. Apesar disto, na tentativa seguinte (Operação Crusader), as forças britânicas conseguiram desalojar Rommel temporariamente e libertar Tobruk.

## Imagens da Operação

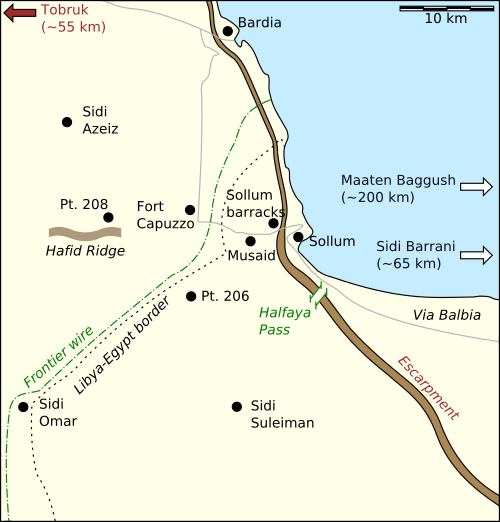
Área onde aconteceu a Operação Battleaxe
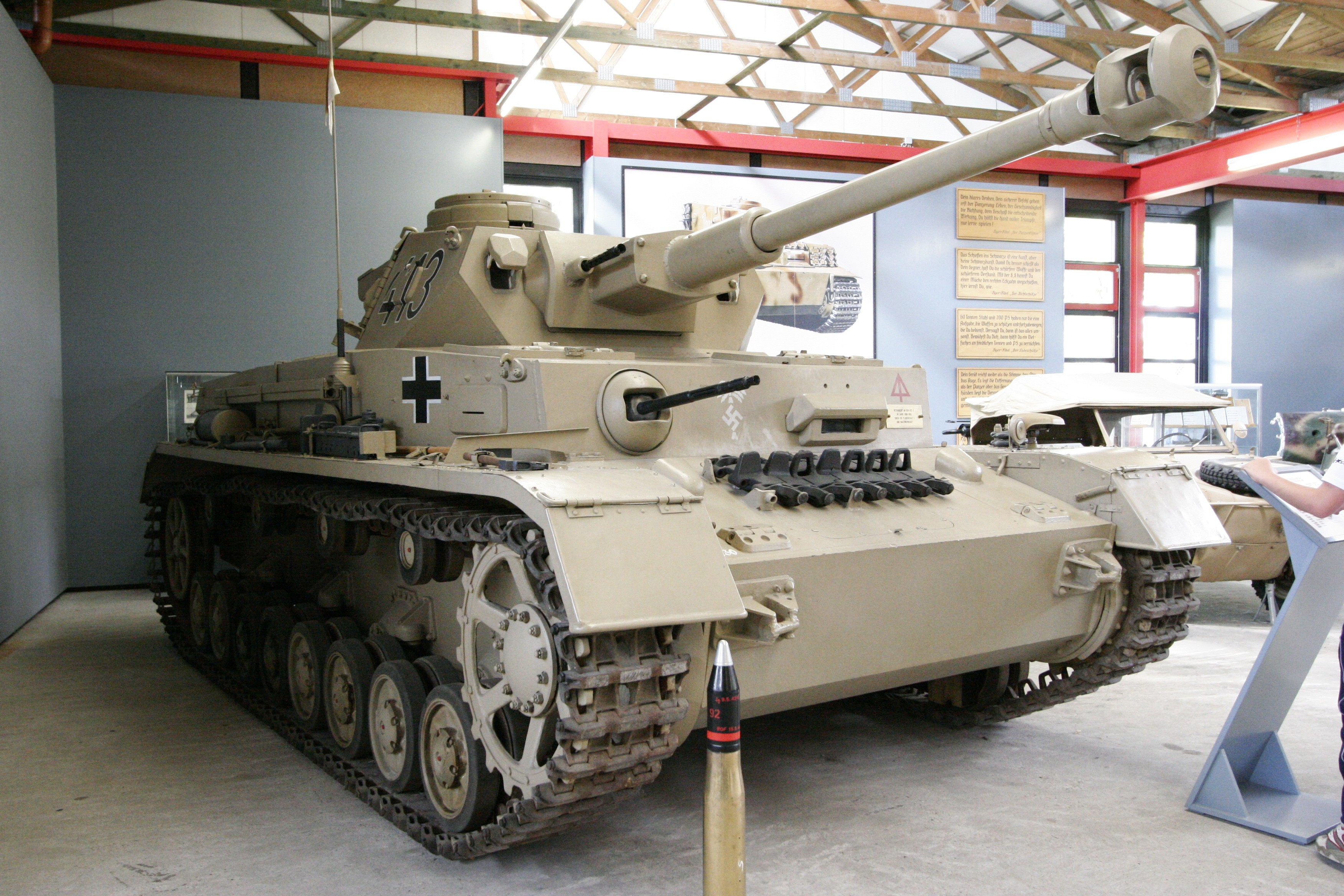
Panzer IV Ausf.G, com as cores do Afrika Korps, preservado em museu.
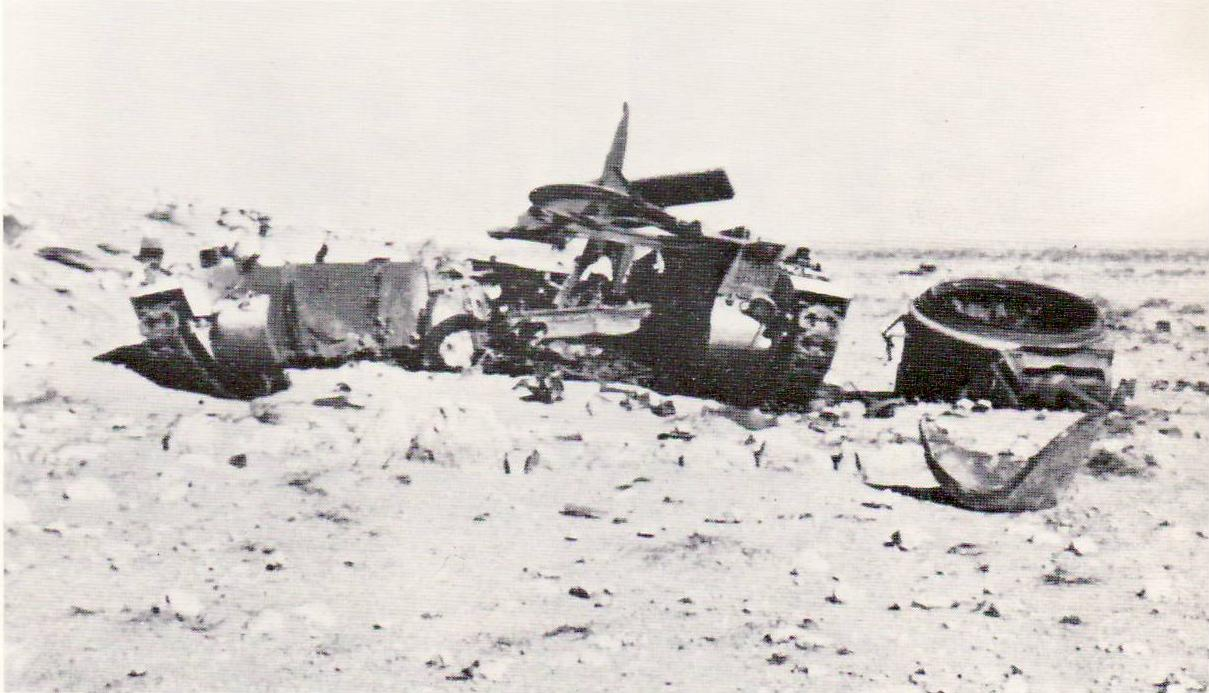
Um tanque Matilda do Esquadrão C 4 Royal Tank Regiment, em pedaços depois de receber vários ataques diretos